# Soundtrack to Your Escape
 (février 2024).
Si vous disposez d'ouvrages ou d'articles de référence ou si vous connaissez des sites web de qualité traitant du thème abordé ici, merci de compléter l'article en donnant les références utiles à sa vérifiabilité et en les liant à la section « Notes et références ».
Albums de In Flames
Reroute To Remain
(2002) Come Clarity
(2006)
Soundtrack to Your Escape est le septième album du groupe de death metal mélodique In Flames sorti en 2004 chez Nuclear Blast.
Il a dépassé le cap des 100 000 exemplaires vendus aux États-Unis à l'été 2006. C'est le deuxième album chez Nuclear Blast America à dépasser ce nombre de ventes aux États-Unis[réf. souhaitée], après Death Cult Armageddon de Dimmu Borgir.

## Musiciens

### Membres du groupe
- Anders Fridén - Chant
- Björn Gelotte - Guitare
- Jesper Strömblad - Guitare
- Peter Iwers - Basse
- Daniel Svensson - Batterie

### Invité
- Örjan Örnkloo – Claviers

## Titres
| No  | Titre                          | Durée |
| --- | ------------------------------ | ----- |
| 1.  | F(r)iend                       | 3:27  |
| 2.  | The Quiet Place                | 3:45  |
| 3.  | Dead Alone                     | 3:43  |
| 4.  | Touch of Red                   | 4:13  |
| 5.  | Like You Better Dead           | 3:23  |
| 6.  | My Sweet Shadow                | 4:39  |
| 7.  | Evil in a Closet               | 4:02  |
| 8.  | In Search for I                | 3:23  |
| 9.  | Borders and Shading            | 4:22  |
| 10. | Superhero of the Computer Rage | 4:01  |
| 11. | Dial 595-Escape                | 3:48  |
| 12. | Bottled                        | 4:17  |

| 13. | Discover Me Like Emptiness | 4:17 |

| 13. | Watch Them Feed                        | 3:11 |
| 14. | Land of Confusion (Reprise de Genesis) | 3:22 |

| 13. | Clayman (Live au Wacken 2003) |      |
| 14. | Discover Me Like Emptiness    | 4:17 |